# Ozarba genuflexa
Ozarba genuflexa is een vlinder van de familie van de uilen (Noctuidae). De wetenschappelijke naam van deze soort is voor het eerst voorgesteld als Xanthoptera genuflexa door George Francis Hampson in een publicatie uit 1902.
De soort komt voor in Angola, Namibië en Zuid-Afrika.